# Pawlo Li

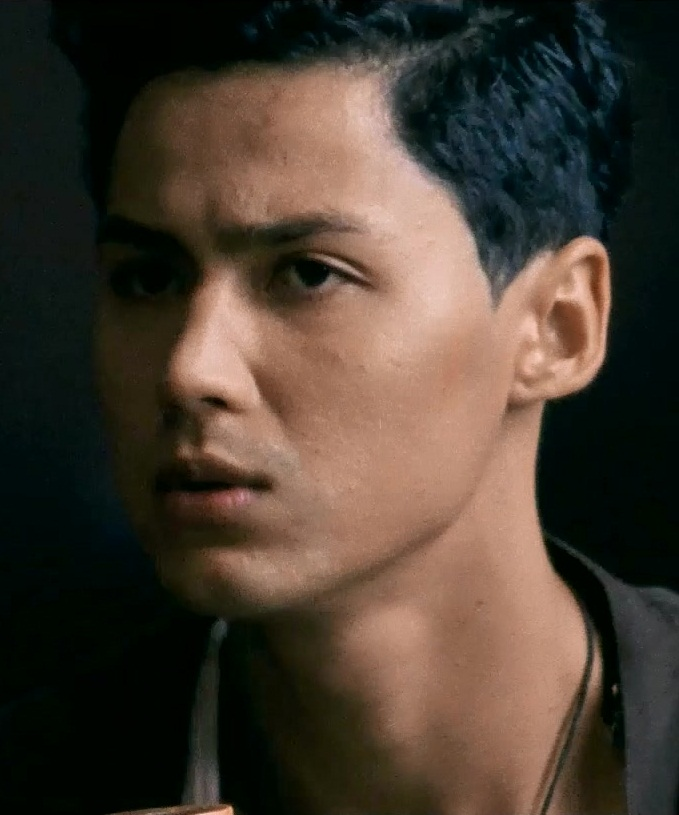
Pawlo Li, 2013

Pawlo Romanowytsch Li (ukrainisch Павло Романович Лі; * 10. Juli 1988 in Jewpatorija, Krim; † 6. März 2022 in Irpin) war ein ukrainischer Theater- und Filmschauspieler, Synchronsprecher, Sänger und Komponist.

## Leben und Wirken
Pawlo wurde als Sohn eines koreanischen Musikers und einer galizischen Choreografin auf der Krim geboren. Seit seiner Kindheit interessierte er sich für die Bühne und nahm bereits in der Grundschule an Theaterproduktionen teil. Es folgte eine Einladung zum Studium an der Kiewer Kinderkunstakademie in der Hauptstadt.
Im Jahr 2004 bekam Li seine erste richtige Filmrolle in dem ukrainischen Thriller Shtolnya. Seitdem spielte er in mehreren Filmen mit und war mit seiner Stimme in den ukrainischen Versionen von König der Löwen und Der Hobbit zu hören. Lee war ein Fernsehmoderator für den Dom Channel.
Zu Beginn des russischen Überfalls auf die Ukraine am 24. Februar 2022  unterbrach Lee seine Schauspielkarriere und schloss sich der örtlichen Freiwilligenbewegung in Irpin an. Er unterstützte die Evakuierung der Einwohner von Irpin und koordinierte die Lieferung von Lebensmitteln und Medikamenten. Am 6. März 2022 beschossen die russischen Streitkräfte ein Auto in der Puschkinska-Straße 29, in dem sich der Schauspieler und zwei weitere Freiwillige befanden. Der Tod von Pawlo Li wurde vom Internationalen Filmfestival von Odessa bekannt gegeben. Er wurde am 18. März in Worochta, Oblast Iwano-Frankiwsk, beigesetzt. Im Oktober 2022 wurde die Moskowska-Gasse im Kiewer Rajon Solomjanka zu Ehren von Pawlo Li umbenannt.

## Filmografie (Auswahl)
- 2006: Shtolnya
- 2016: #Selfieparty
- 2019: Zustrich odnoklasnykiv
- 2013: Unforgetten shadows
- 2021: Egregor
- 2022: Myrnyi-21

## Sprechenrollen (Auswahl)
- 2005: Madagascar
- 2010: Ich – Einfach unverbesserlich 2
- 2012: Der Hobbit: Eine unerwartete Reise
- 2013: Der Hobbit: Smaugs Einöde
- 2014: Der Hobbit: Die Schlacht der Fünf Heere
- 2014: Kingsman: The Secret Service
- 2019: Der König der Löwen